# Szelomo Rosen
Szelomo Rosen (hebr.:  שלמה רוזן, ang.: Shlomo Rosen, ur. 21 czerwca 1905 w Morawskiej Ostrawie, zm. 7 grudnia 1985) – izraelski działacz społeczny i polityk, w latach 1974–1977 minister absorpcji imigrantów, w 1977 minister budownictwa, w latach 1972–1974 wiceminister absorpcji imigrantów, w latach 1965–1974 poseł do Knesetu z list Mapam i Koalicji Pracy.

## Życiorys
Urodził się 21 czerwca 1905 w Ostrawie w ówczesnych Austro-Węgrzech. W rodzinnym mieście ukończył szkołę średnią. W Czechosłowacji mieszkał do 1926, kiedy to wyemigrował do Palestyny, stanowiącej wówczas brytyjski mandat.
Od 1927 był członkiem kibucu Sarid, położonego w północnej części Palestyny. Działał w ruchu „Niebiesko-Białych”. W latach 1933–1935 był emisariuszem Ha-Szomer Ha-Cair w rodzinnym mieście. Po powrocie do Palestyny był aktywistą stowarzyszonego z Ha-Szomer Ha-Cair ruchu kibucowego Ha-Kibuc Ha-Arci, w którym pełnił różne funkcje, zwłaszcza związane z osadnictwem i gospodarką, by ostatecznie zostać jego sekretarzem generalnym.
W wyborach parlamentarnych w 1965 po raz pierwszy dostał się do izraelskiego parlamentu z listy lewicowej Mapam. W szóstym Knesecie przewodniczył komisji spraw publicznych i zasiadał w komisji spraw gospodarczych. Pod koniec kadencji doszło do połączenia Mapam ze świeżo powstałą Partią Pracy pod nazwą Koalicji Pracy (Ma’arach). Z koalicyjnej listy Rosen uzyskał reelekcję w wyborach w 1969. W Knesecie siódmej kadencji został zastępcą przewodniczącego, kierował pracami podkomisji kontroli państwa oraz zasiadał w komisji finansów, a także w specjalnej komisji ds. prawa spółdzielczego.
20 listopada 1972 został powołany w skład drugiego rządu Goldy Meir jako wiceminister absorpcji imigrantów w resorcie kierowanym przez Natana Peleda. Pozostał na stanowisku do końca kadencji tego rządu. W wyborach w grudniu 1973 utracił miejsce w parlamencie, jednak
znalazł się w składzie utworzonego po wyborach (10 marca 1974) nowego rządu premier Meir, tym razem już jako minister, w tym samym resorcie. Pozostał na stanowisku także w utworzonym 3 czerwca pierwszym rządzie Icchaka Rabina. 16 stycznia 1977 został również ministrem budownictwa zastępując zmarłego dwa tygodnie wcześniej Awrahama Ofera. Na obu stanowiskach ministerialnych pozostał do końca kadencji – 20 czerwca 1977. Jego następcami w resortach zostali odpowiednio Dawid Lewi i Gidon Patt.
Zmarł 7 grudnia 1985. Był jedynym posłem do Knesetu urodzonym na terenie Czech.